# نيل هارفي (لاعب إسكواش)
نيل هارفي (بالإنجليزية: Neil Harvey)‏ هو لاعب إسكواش بريطاني، ولد في 16 أبريل 1959 في لندن في المملكة المتحدة.

## وصلات خارجية
- نيل هارفي على موقع SquashInfo.com (الإنجليزية)